# Rafle de Marseille
Pour un article plus général, voir Shoah en France.
Ne doit pas être confondu avec Bataille de Marseille.
La rafle de Marseille s’est déroulée dans le Vieux-Port les 22, 23 et 24 janvier 1943. Accompagnés de la police nationale, dirigée par René Bousquet, les Allemands organisent alors une rafle de près de 6 000 personnes. 1 642 personnes sont déportées, dont 782 Juifs (3 977 personnes sont relâchées). Le quartier est vidé de ses habitants avant destruction : environ 20 000 personnes sont évacuées de leur logement,. Le général SS Carl Oberg, responsable de la police allemande en France, fait le voyage depuis Paris, et transmet à Bousquet les consignes venant de Heinrich Himmler.

## Contexte historique
À la suite de l'invasion allemande de la zone libre (opération Anton), les troupes allemandes occupent Marseille à partir du 12 novembre 1942. Plusieurs attentats touchent les forces allemandes, dont deux attentats le 3 janvier 1943 tuant des officiers et soldats allemands. Des opérations de représailles sont décidées par l'autorité allemande, et confirmées par la directive secrète de Heinrich Himmler du 18 janvier 1943 imposant :
- l'arrestation des criminels de Marseille et leur déportation vers l'Allemagne, avec « un chiffre rond de 8 000 personnes[5] environ » ;
- la destruction du « quartier criminel » ;
- la participation de la police française et de la « garde mobile de réserve » à ces opérations.

L’opération allemande vise à remodeler le quartier du Vieux-Port, dont les ruelles sont considérées comme dangereuses par les autorités allemandes. En outre, selon les consignes d’Himmler, la population raflée doit être évacuée vers des camps de concentration de la zone nord (particulièrement à Compiègne), tandis que le quartier doit être fouillé par la police allemande, aidée de ses homologues français, puis les immeubles dynamités.

## Déroulement de la rafle

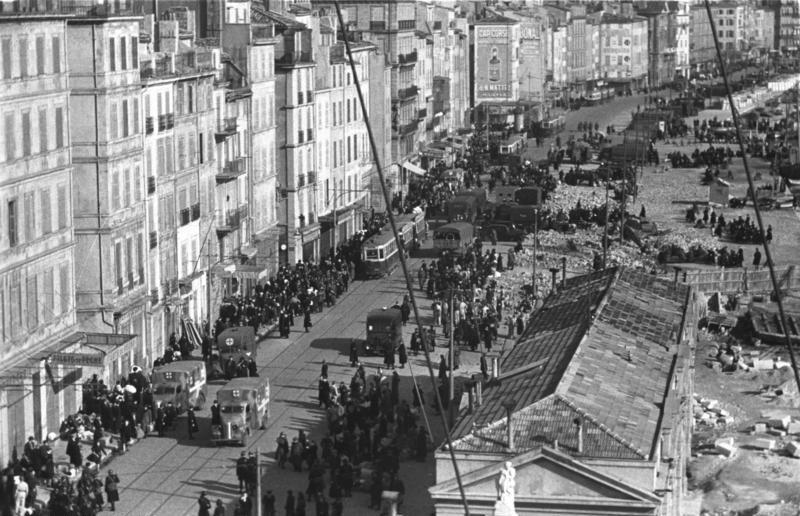
Évacuation du Vieux-Port.

Côté français, la rafle est placée sous l'autorité de René Bousquet, secrétaire général de la police du régime de Vichy, Antoine Lemoine, préfet régional de Marseille, et Maurice de Rodellec du Porzic, intendant de police de Marseille (directeur des services de police de la ville de Marseille depuis le 12 octobre 1940). 
Côté allemand, la rafle est encadrée par Carl Oberg (chef supérieur de la SS et de la Police pour la France), Bernhard Griese (SS et policier régulier allemand), Rolf Mühler (chef du commandement de la police de sécurité et de sûreté) et Hans-Gustav Felber (Wehrmacht).
Mandaté par Laval, René Bousquet demande le 14 janvier 1943 un répit d’une semaine afin de mieux organiser l’opération et de faire venir des renforts policiers. De plus, alors que les nazis se préparaient à se cantonner aux limites du 1er arrondissement, Bousquet propose d’élargir l’opération à toute la ville. Selon l’historien Maurice Rajsfus, il demande ainsi la complète liberté d’agir pour la police française, qu’il obtient de Carl Oberg.
Selon l’historien Jacques Delarue, deux cents inspecteurs venus de Paris et ailleurs, quinze compagnies de GMR et des escadrons de gendarmerie et de gardes mobiles sont descendus à Marseille. En tout, « douze mille policiers environ se trouvaient concentrés à Marseille ». Le 22 janvier 1943, le Vieux-Port est complètement bouclé. La ville est fouillée maison par maison, mis à part les quartiers résidentiels, durant 36 heures. « Au total, à la suite des dizaines de milliers de contrôles, près de 2 000 Marseillais […] se retrouveront dans les trains de la mort. » écrit ainsi Maurice Rajsfus. 1 500 immeubles sont détruits.
Bilan humain de l'opération « Tiger » (estimations) : 1 642 transferts vers le camp de Royallieu à Compiègne le 24 janvier. Le 10 mars 1943, 786 Juifs (dont 570 de nationalité française) sont envoyés au camp de Drancy puis déportés à Sobibor (Convoi 52 et 53 des 23 et 25 mars 1943 : aucun survivant pour le convoi du 23 mars et 5 pour le convoi du 25 mars). 600 « suspects » sont déportés à Sachsenhausen.
La préfecture des Bouches-du-Rhône publie un communiqué le 24 janvier 1943 :

« Pour des raisons d’ordre militaire et afin de garantir la sécurité de la population, les autorités militaires allemandes ont notifié à l’administration française l’ordre de procéder immédiatement à l’évacuation du quartier nord du Vieux-Port. Pour des motifs de sécurité intérieure, l’administration française avait, de son côté, décidé d’effectuer une vaste opération de police afin de débarrasser Marseille de certains éléments dont l’activité faisait peser de grands risques sur la population. L’administration française s’est efforcée d’éviter que puissent être confondues ces deux opérations. De très importantes forces de police ont procédé dans la ville à de multiples perquisitions. Des quartiers entiers ont été cernés et des vérifications d’identité ont été faites. Plus de 6 000 individus ont été arrêtés et 40 000 identités ont été vérifiées. »

Le Petit Marseillais du 30 janvier 1943 ajoute :

« Précisons que les opérations d’évacuation du quartier nord du Vieux-Port ont été effectuées exclusivement par la police française et qu’elles n’ont donné lieu à aucun incident. »

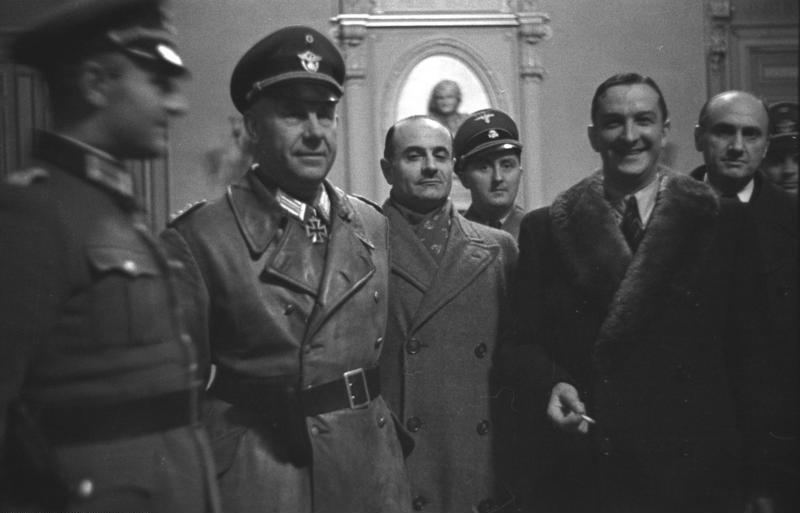
Pendant la rafle, René Bousquet (en col de fourrure, le 2e en partant de la droite) entouré par, de gauche à droite, Bernhard Griese (en manteau de cuir), Antoine Lemoine, Rolf Mühler (derrière Lemoine) et Pierre Barraud, à l'hôtel de ville de Marseille le 23 janvier 1943.

Une photo, prise lors de cette opération et connue depuis le début des années 1970, montre Bousquet souriant, posant en compagnie du SS-Sturmbannführer Bernhard Griese, de Rolf Mühler, chef local de la SiPo et du SD, d'Antoine Lemoine, préfet régional et de Pierre Barraud, préfet délégué à l’administration préfectorale de Marseille.
Les 22 et 23 janvier 1943, la rafle s'est étendue au quartier de l'Opéra où vivaient de nombreuses familles juives, en raison de la proximité avec la grande synagogue de la rue Breteuil. Deux cent cinquante familles ont été raflées, tôt le matin, avec une brutalité inouïe, les gens emmenés dans la tenue dans laquelle ils étaient au moment où les policiers ont franchi la porte, sans bagage ni objet personnel ; les familles ont été séparées dès le moment de l'arrestation, et ne se sont jamais retrouvées. Ce quartier était aussi celui de la pègre et du grand banditisme, dont les truands employés par la Gestapo, ce qui peut expliquer la violence des sbires.
Jacques Delarue, un jeune gardien de la paix assiste à l'évacuation et témoigne : « Le spectacle de ces familles, soudain misérables, avait quelque chose de vraiment poignant. Les vieillards et les enfants pleuraient et grelottaient dans le matin glacial. Tout ce monde, surchargé de paquets hétéroclites s'interpellait, interrogeait les agents, cherchant à comprendre les causes du malheur qui les frappait si brutalement ».

## Images de la rafle

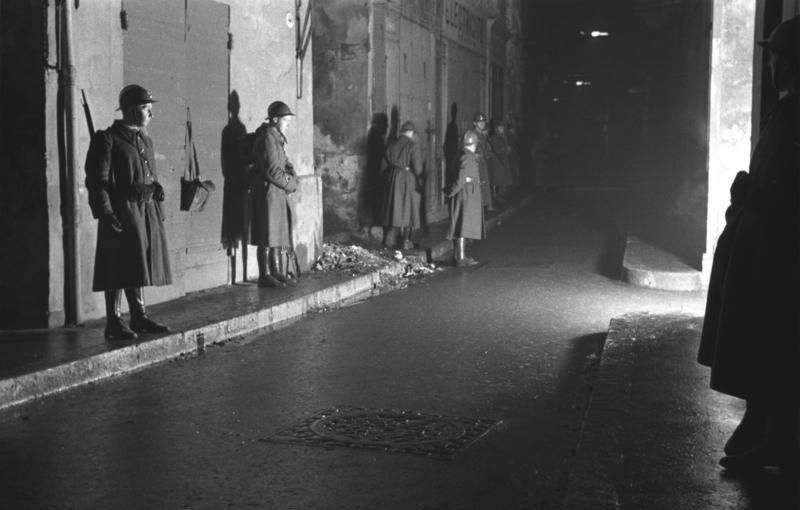
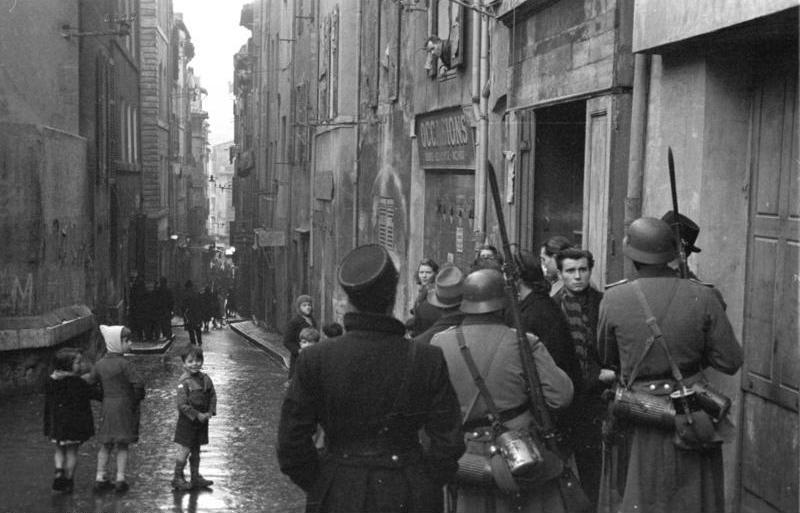
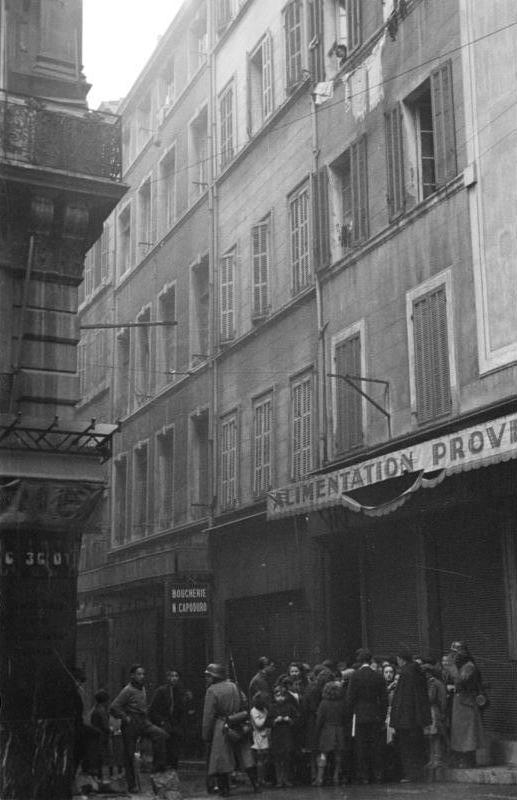
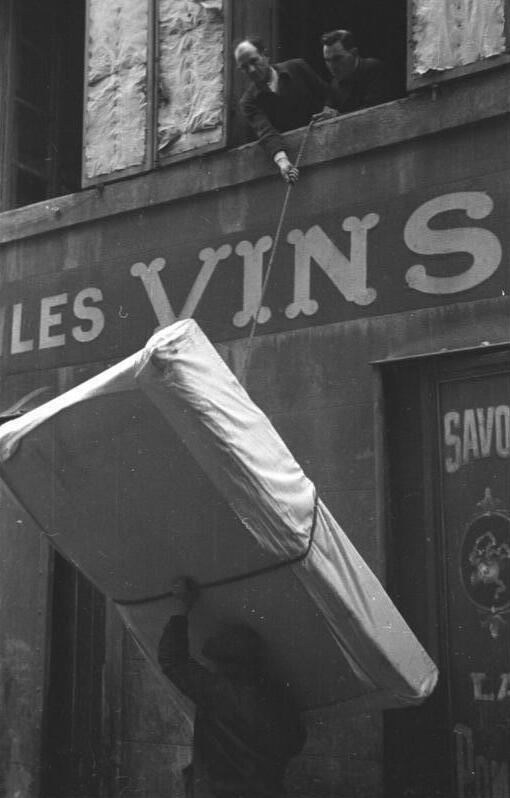
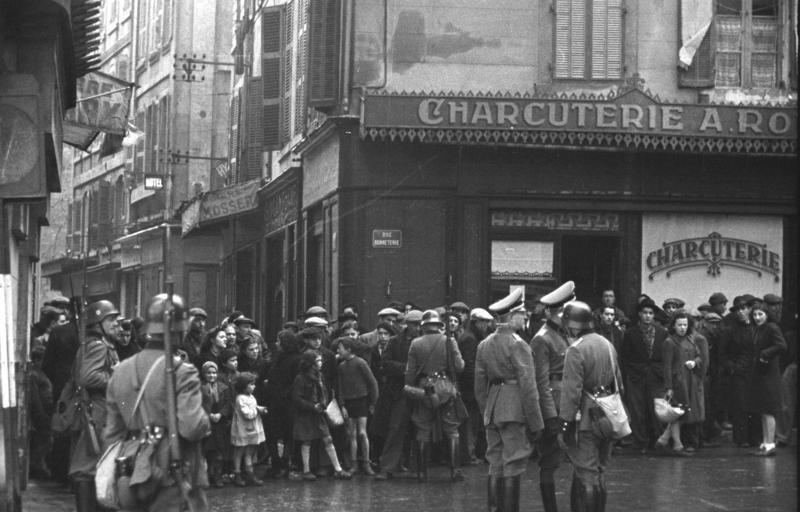
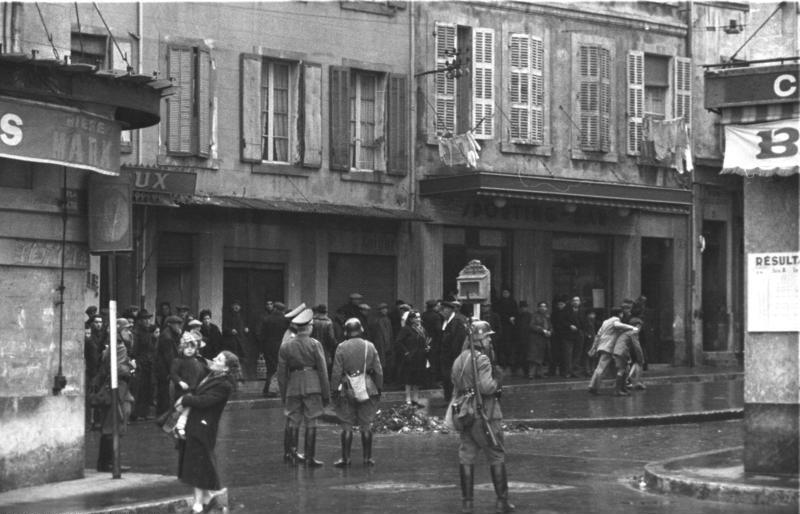
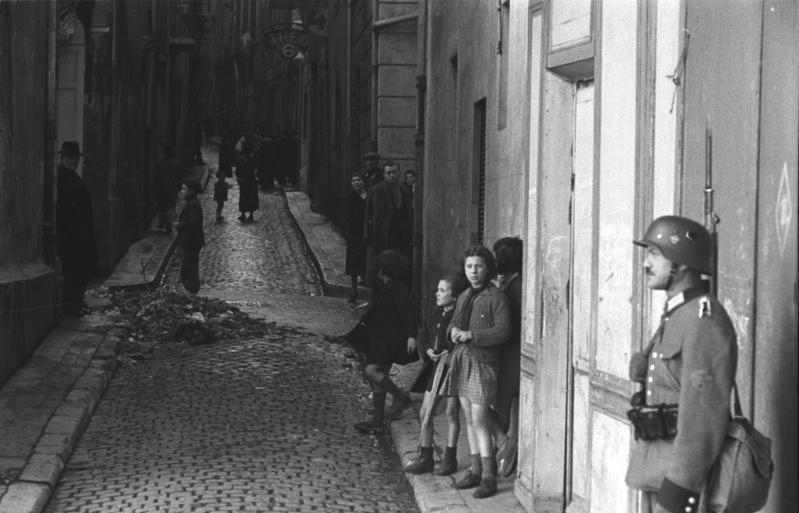
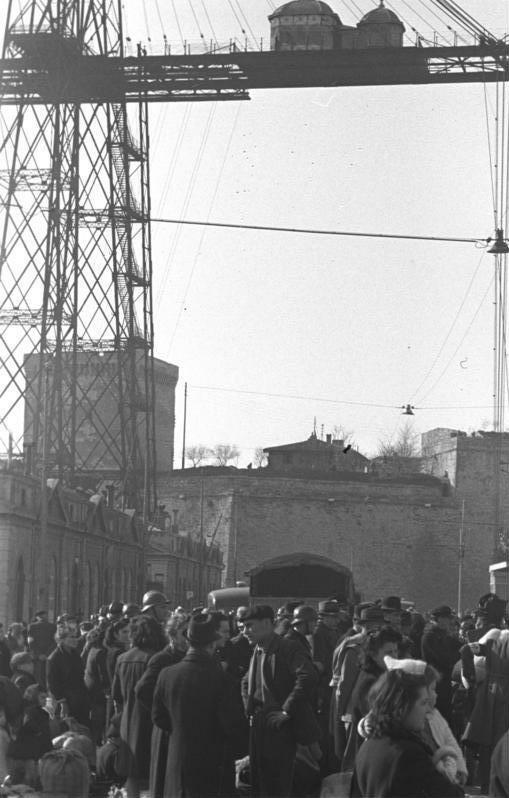
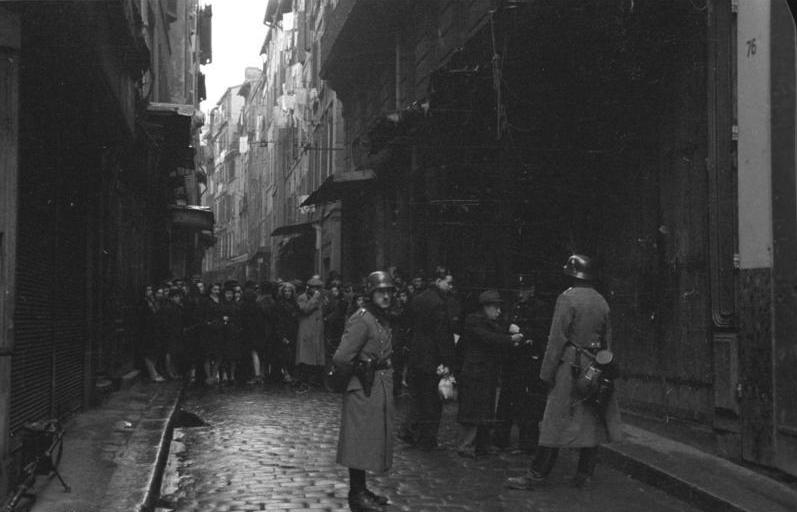
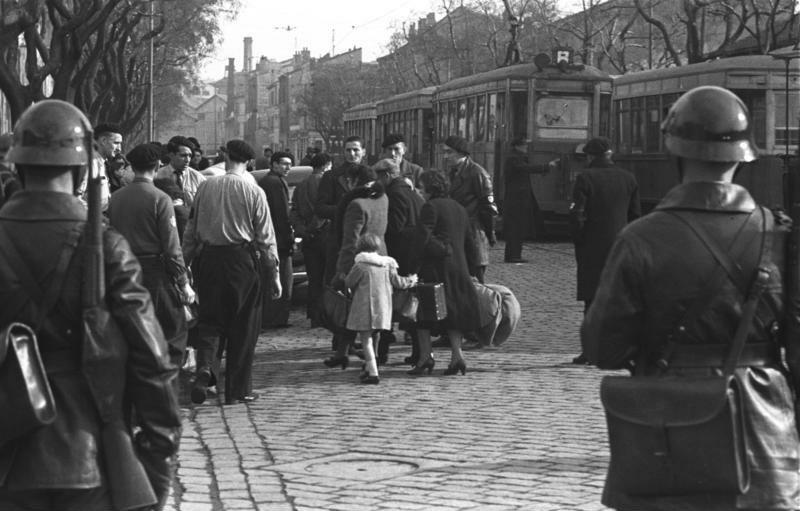
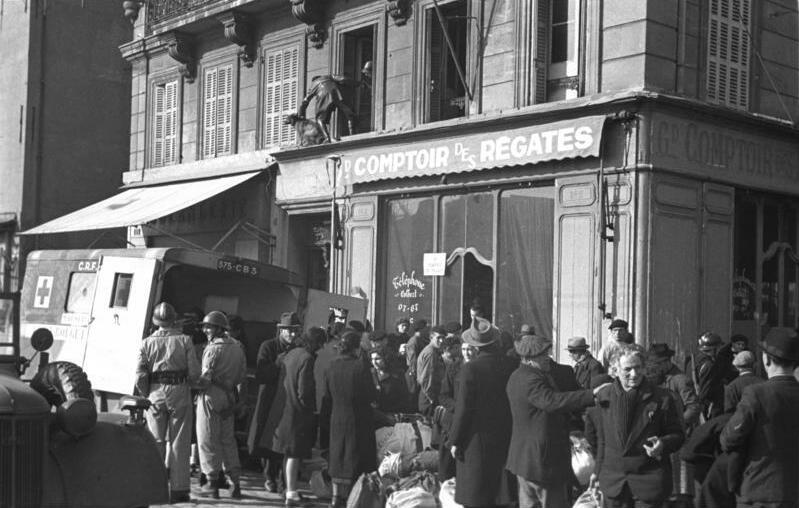
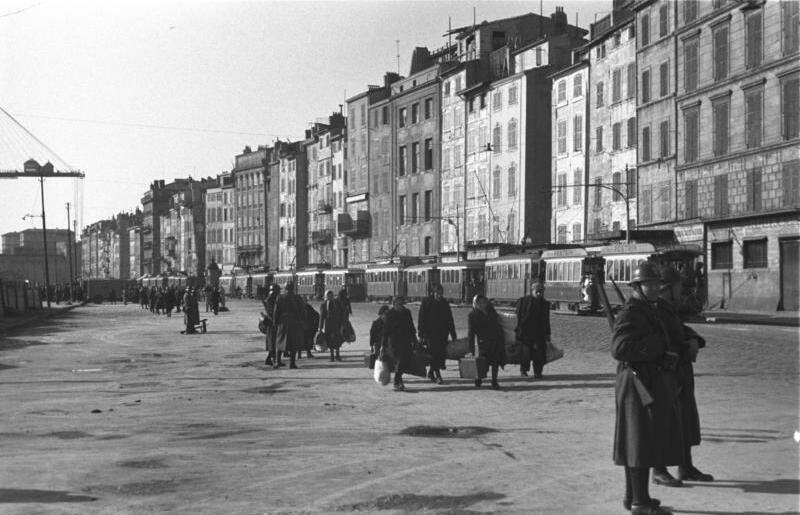
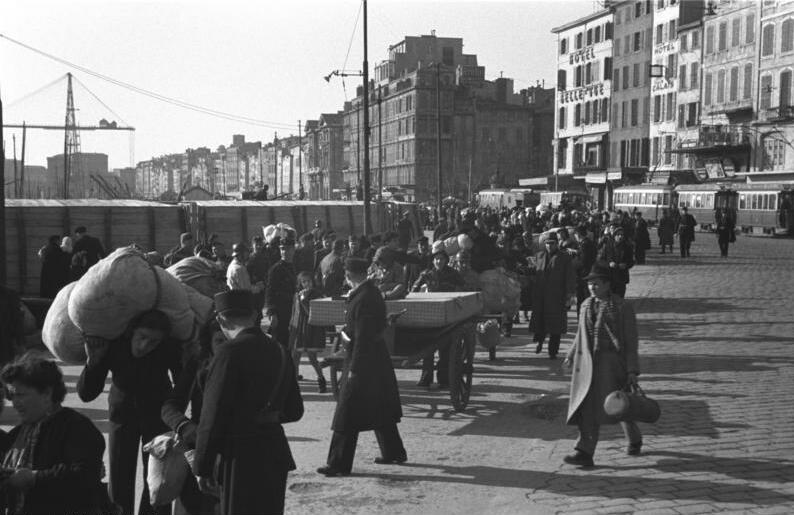

## Images de la réunion préparatoire du 23 janvier 1943 à la Mairie

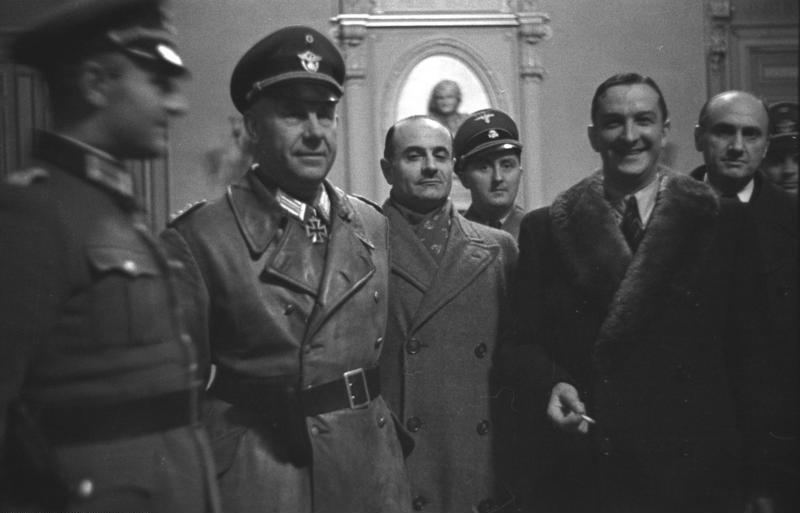
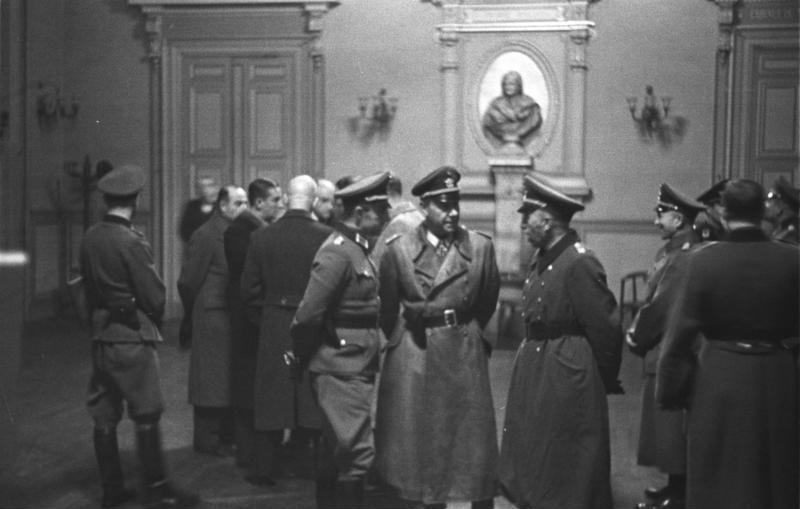
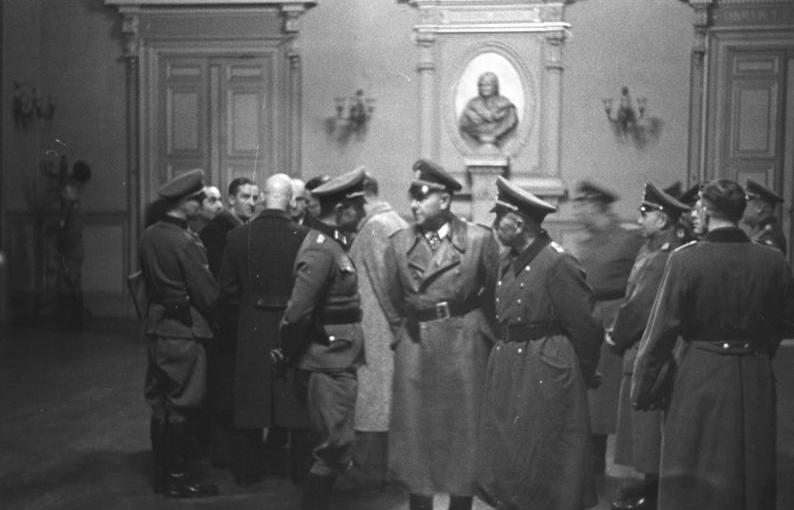
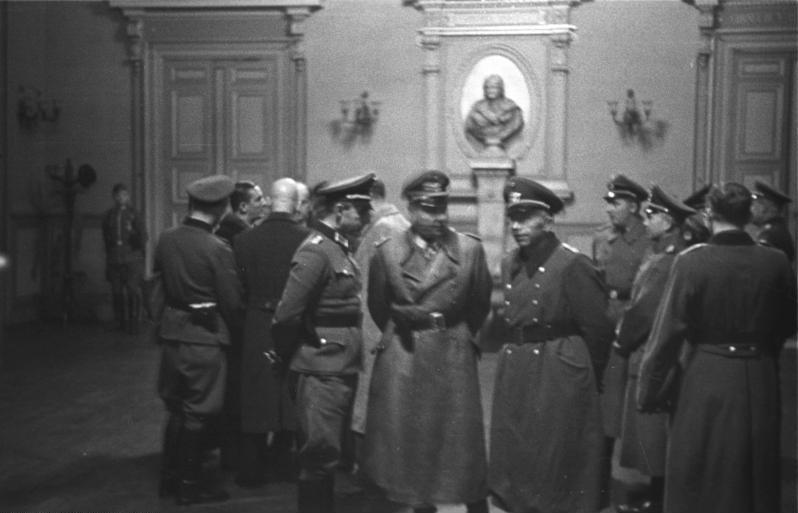
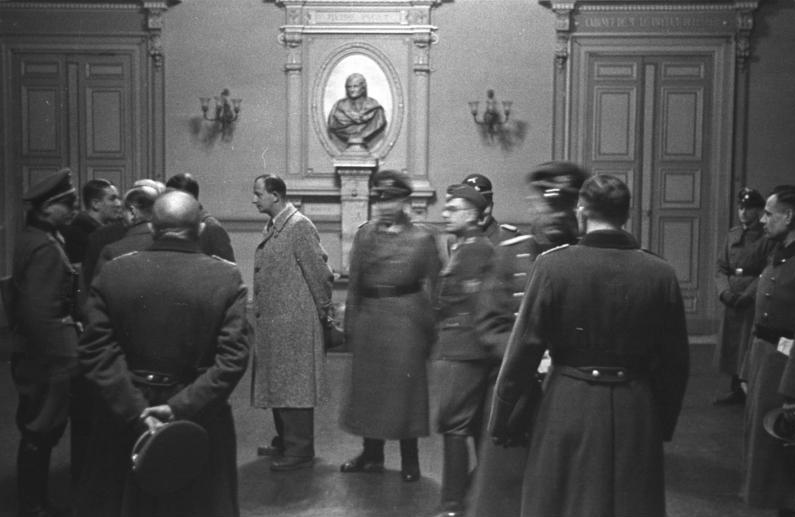
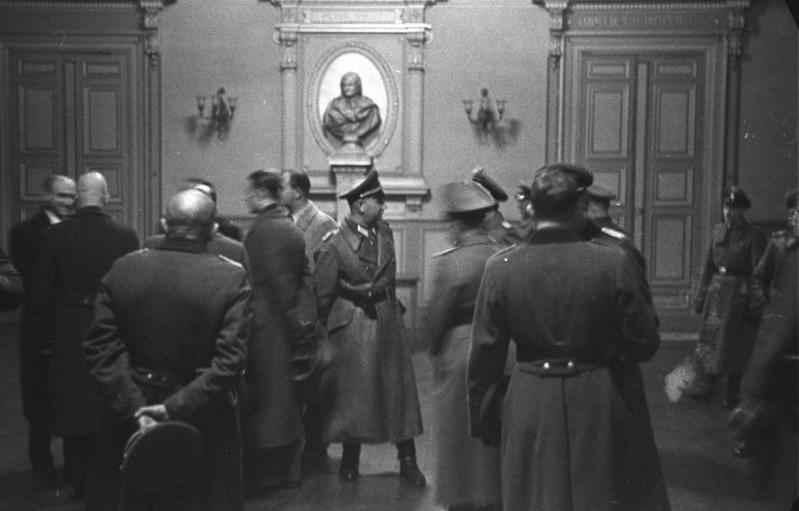
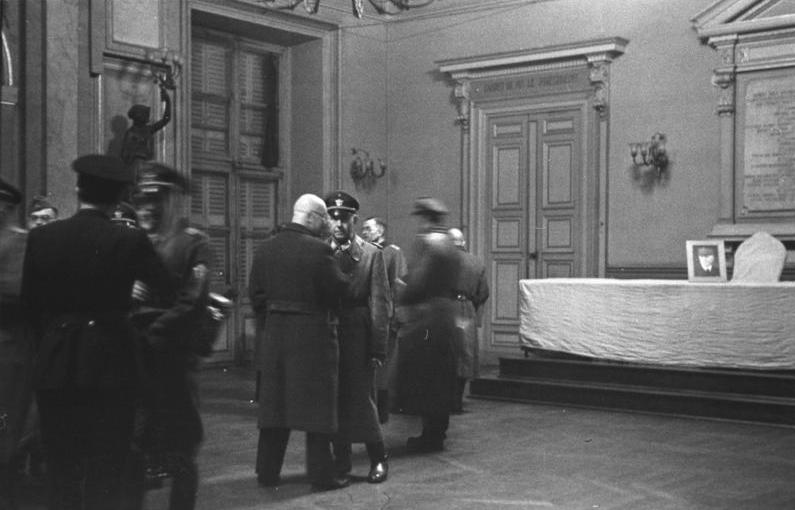
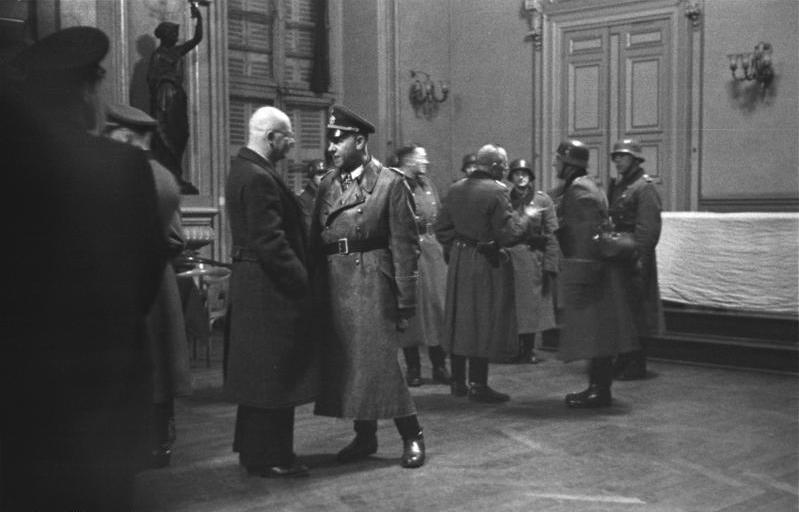
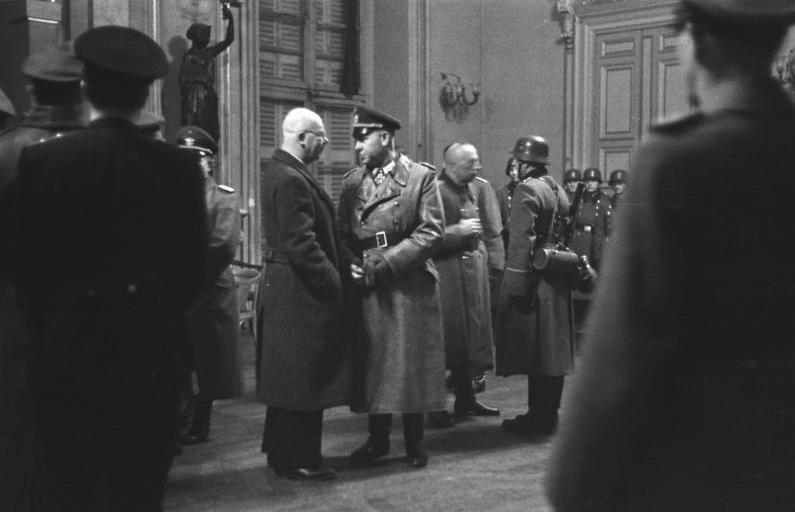
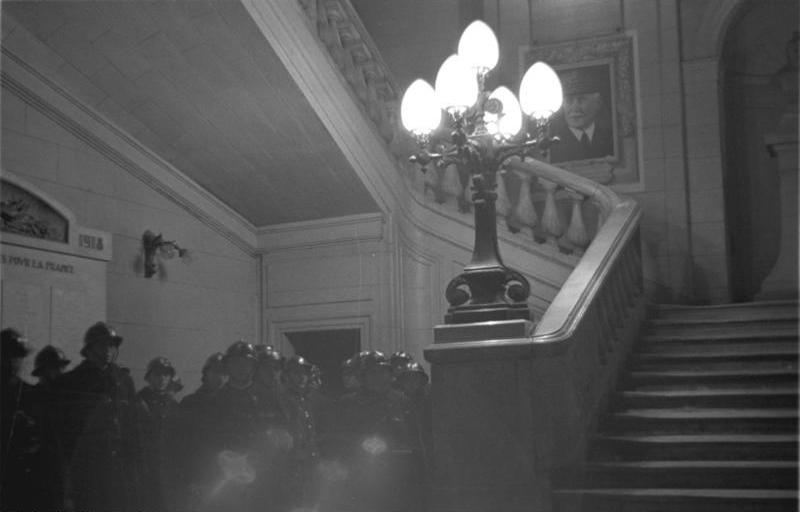

## Images de la déportation à la gare d'Arenc

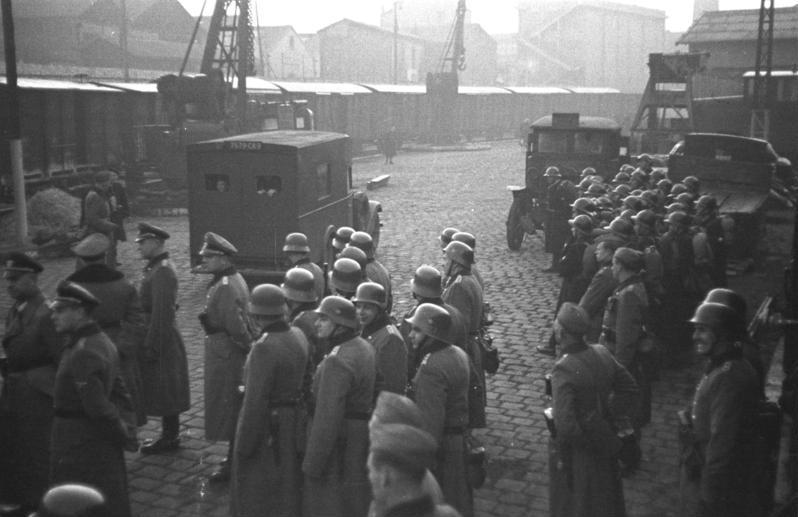
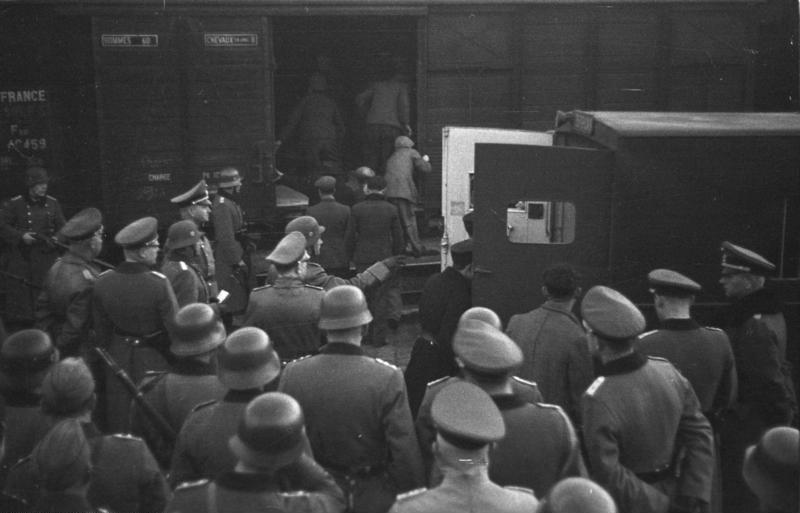
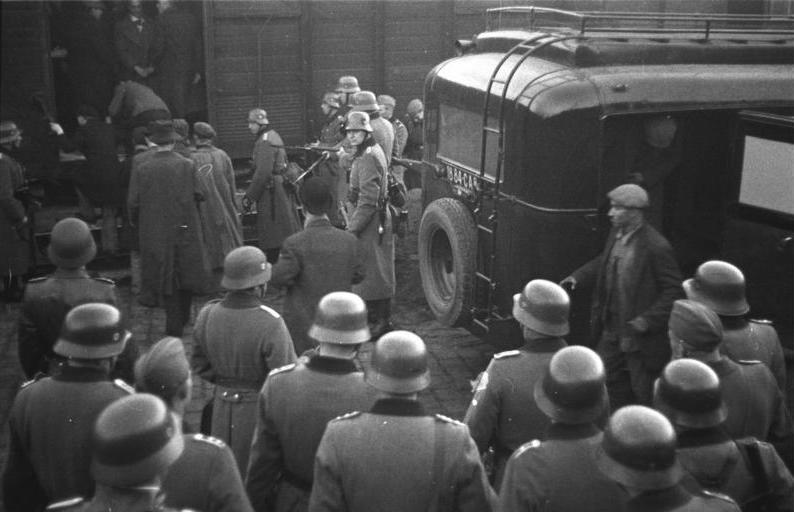
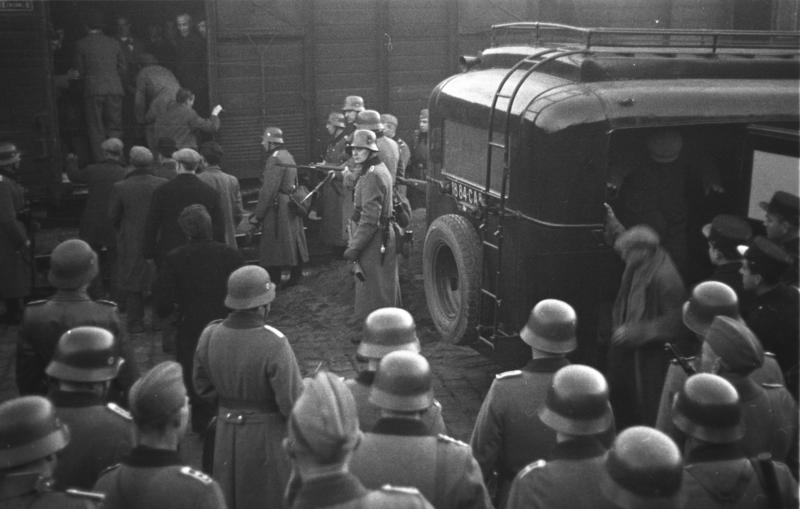
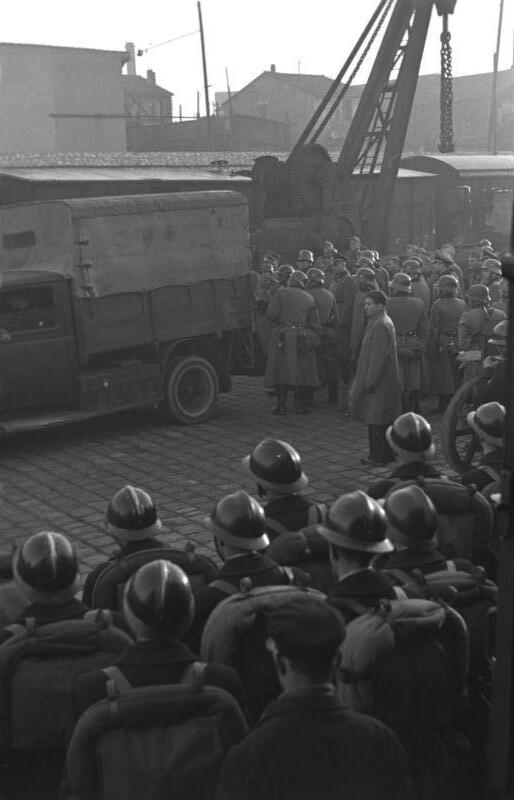
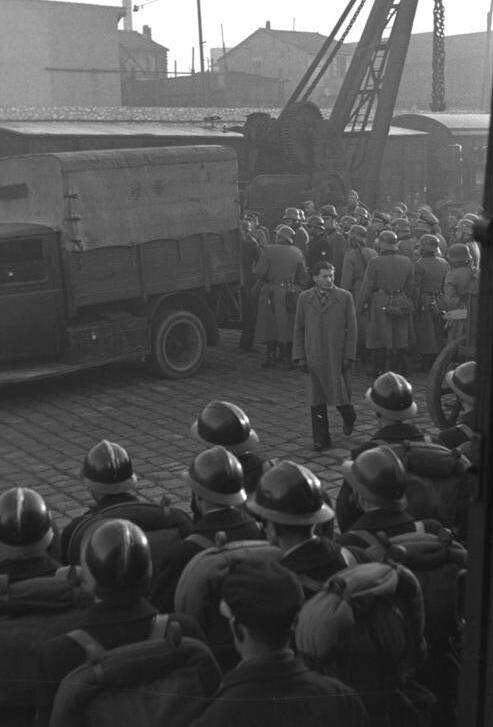
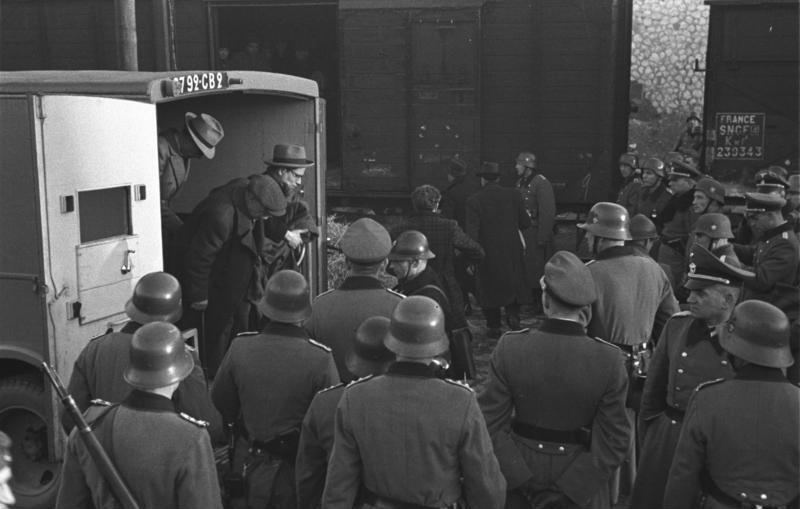
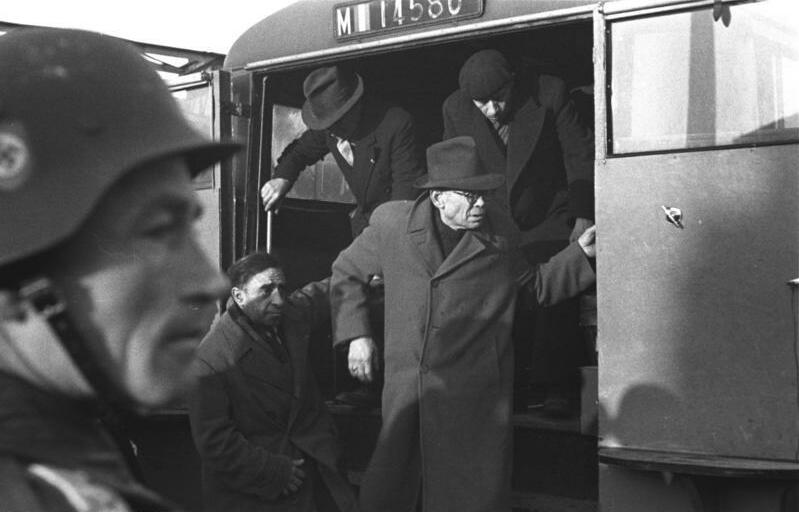
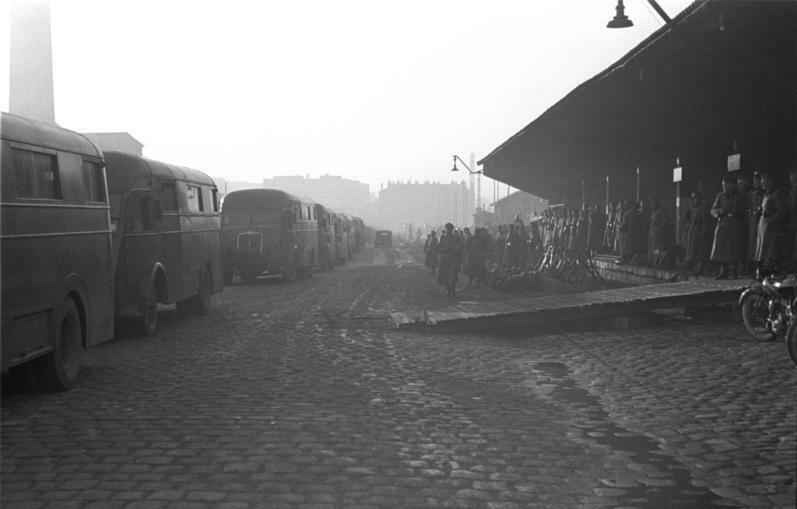
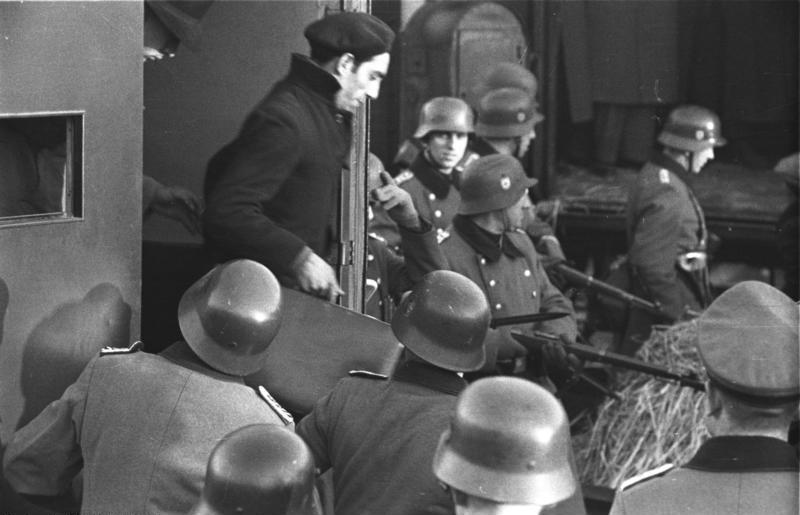
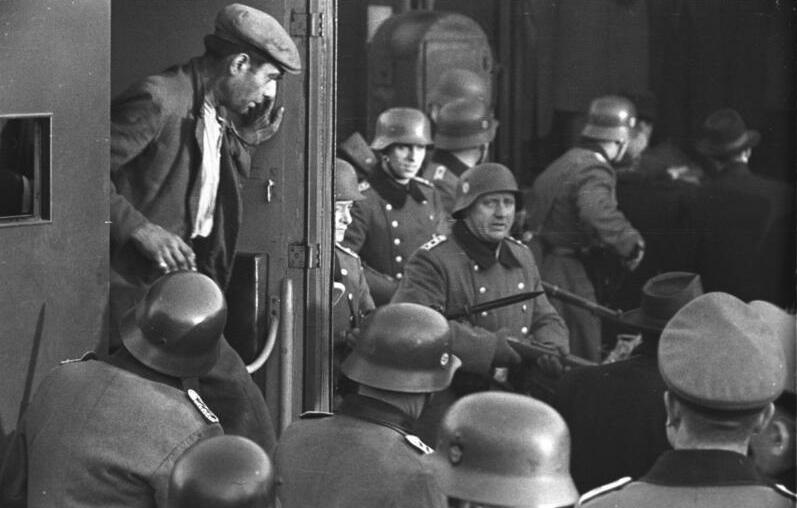
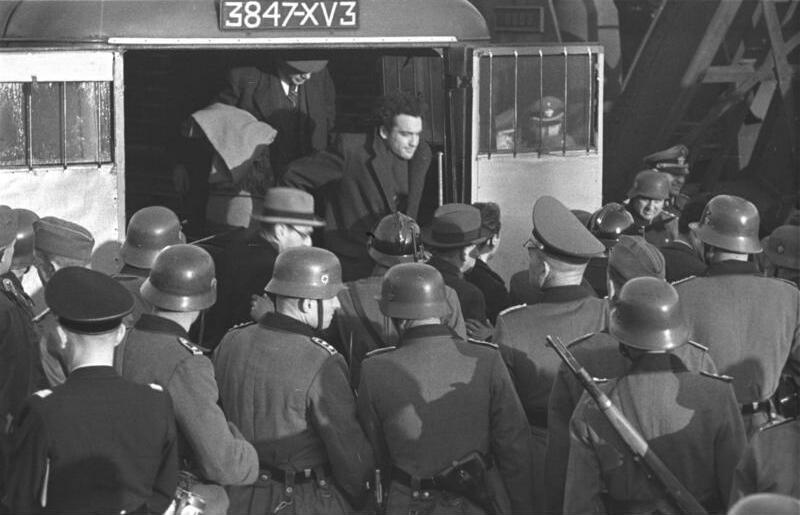
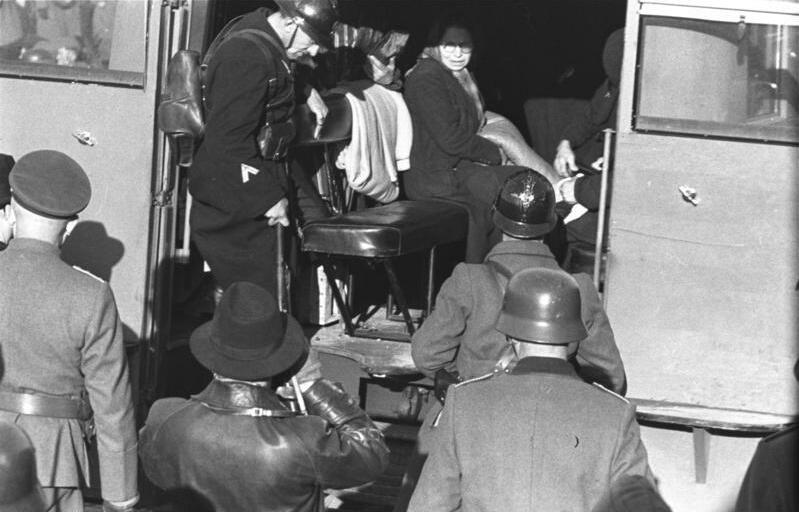
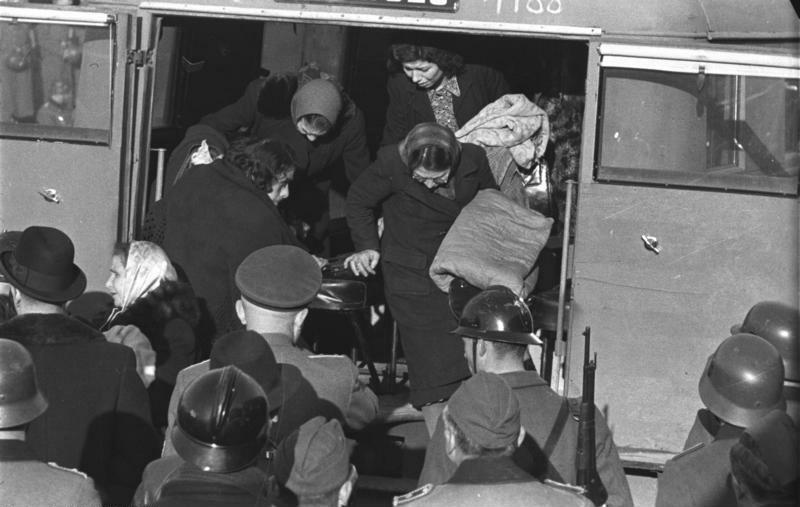
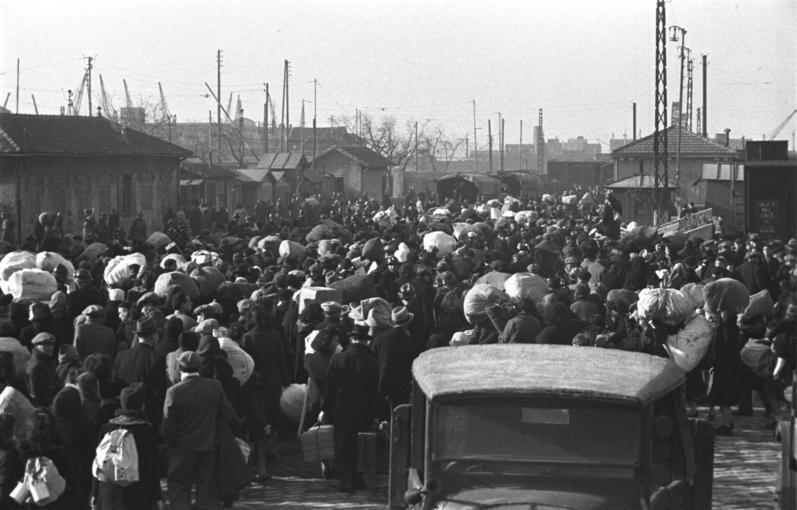
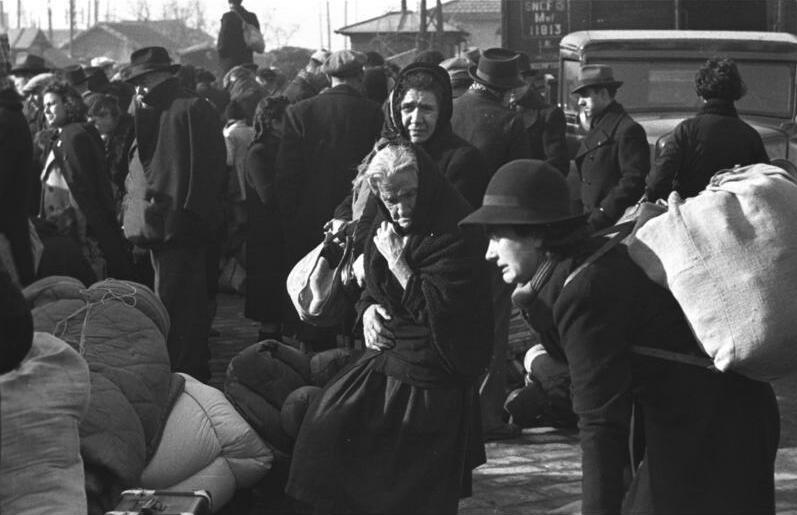
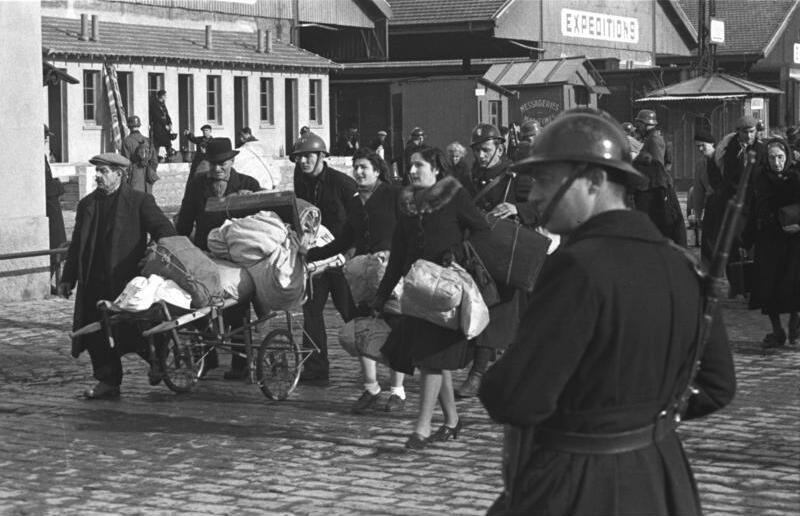
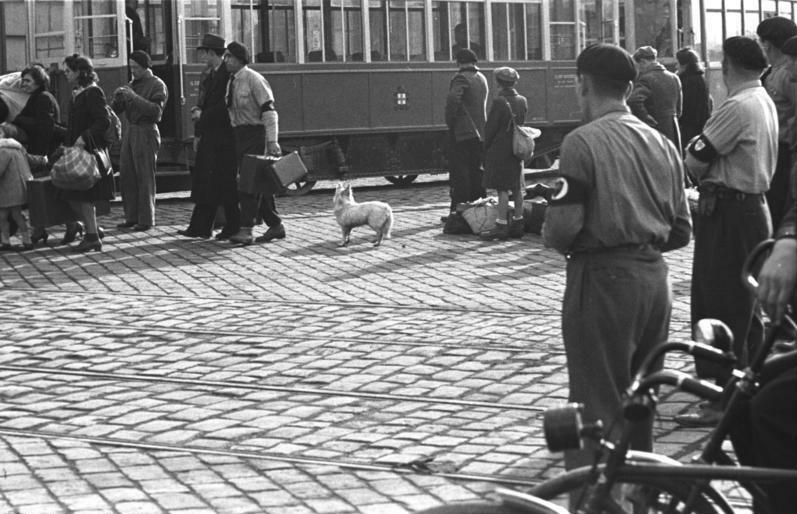
Membres du Service d'ordre légionnaire (SOL)

## Images de la montée dans les wagons à la gare d'Arenc

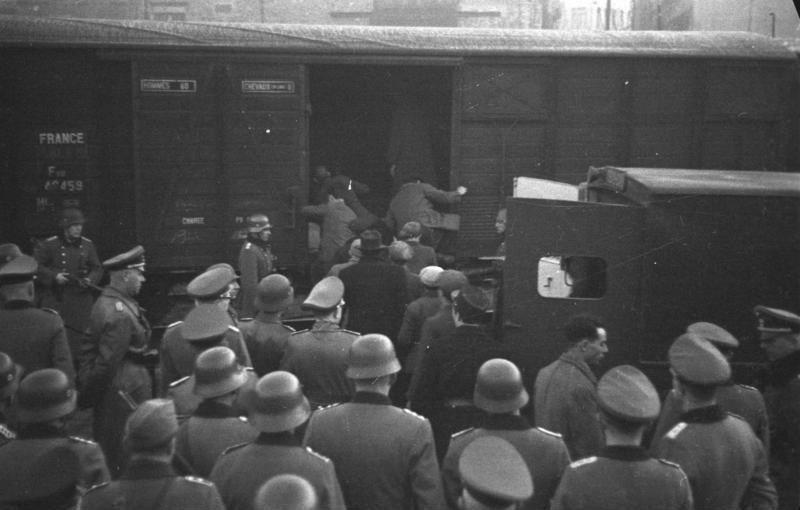
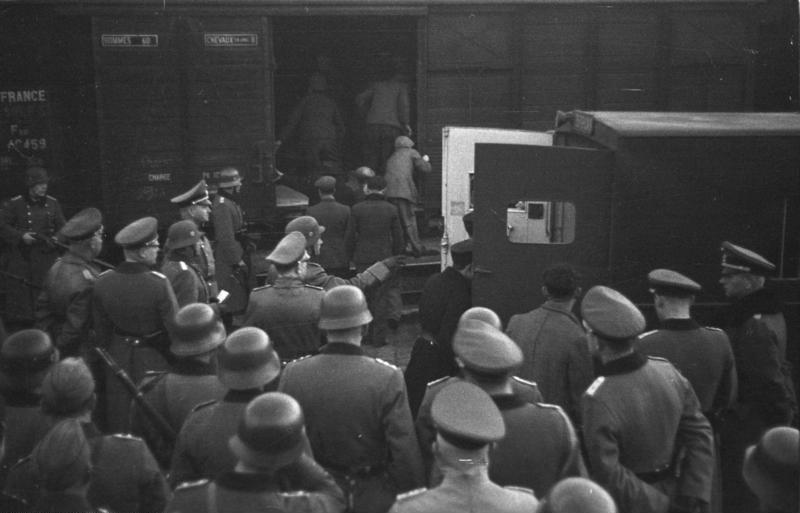
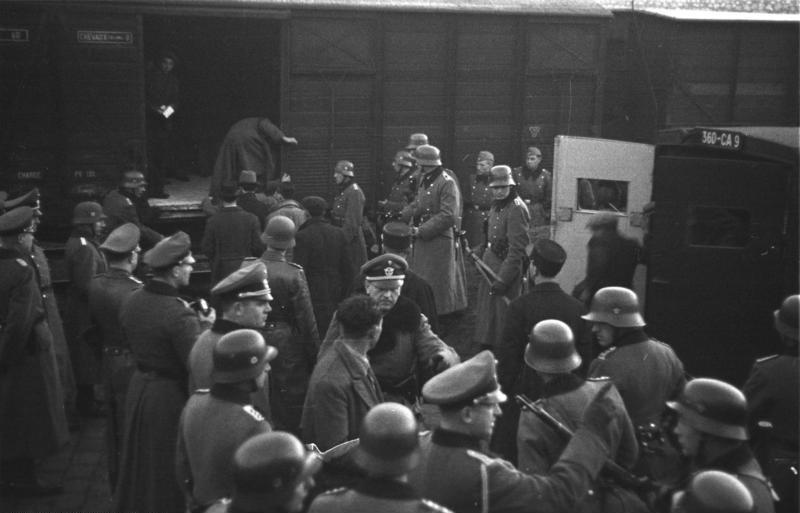
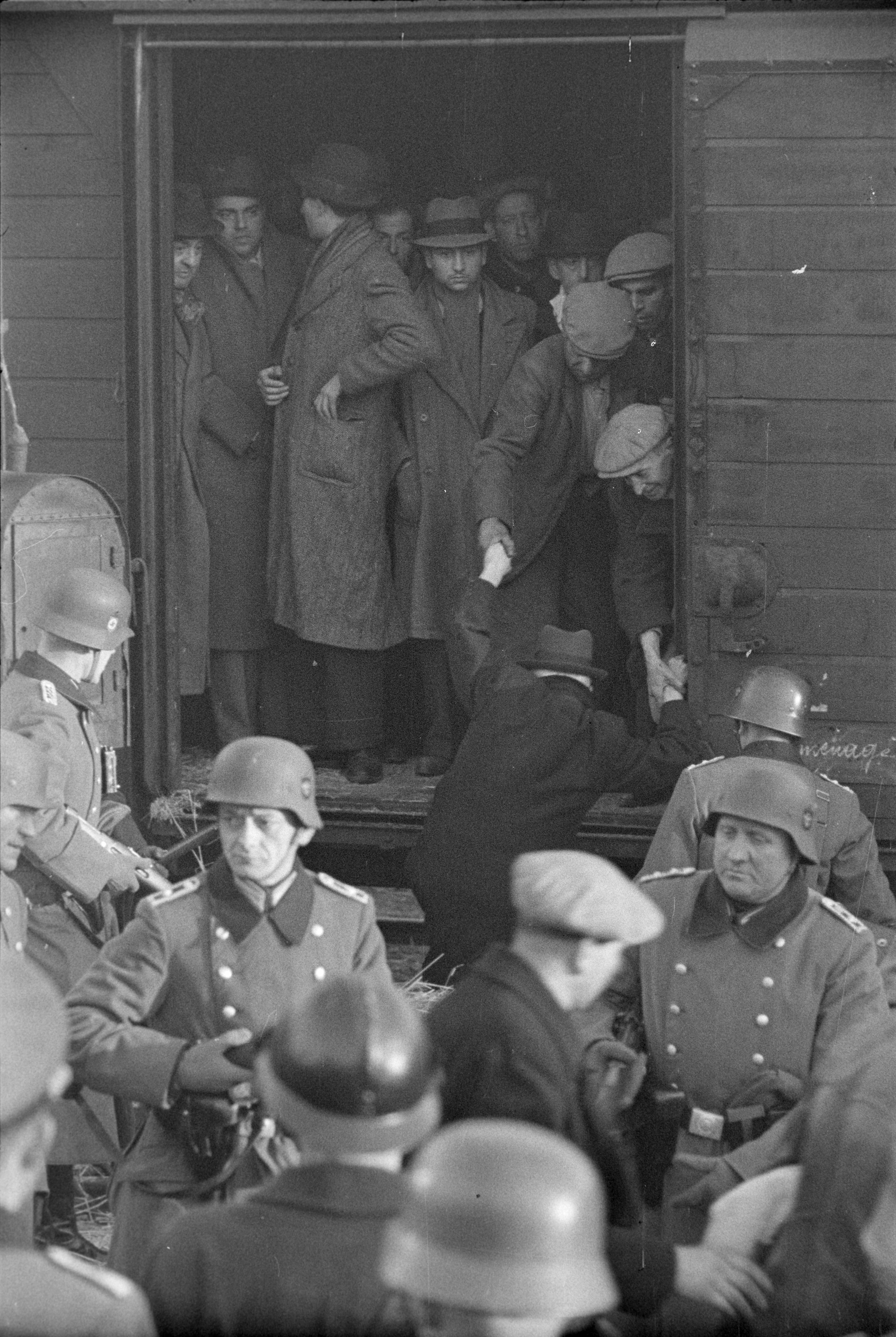
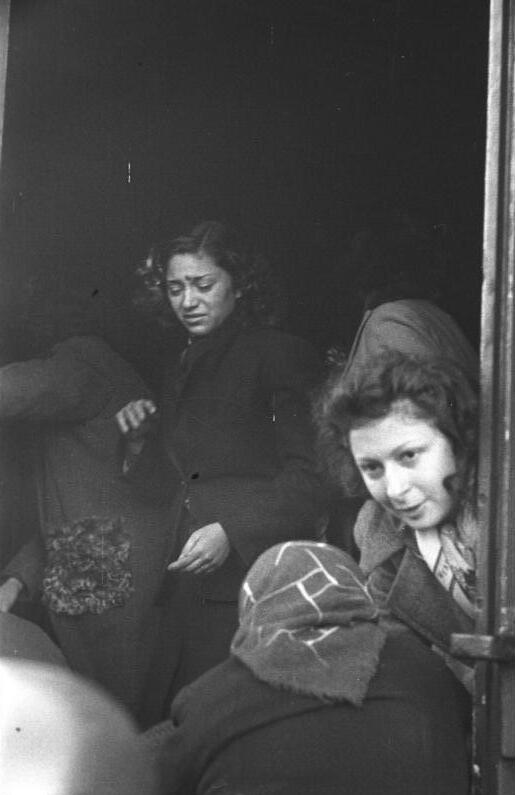
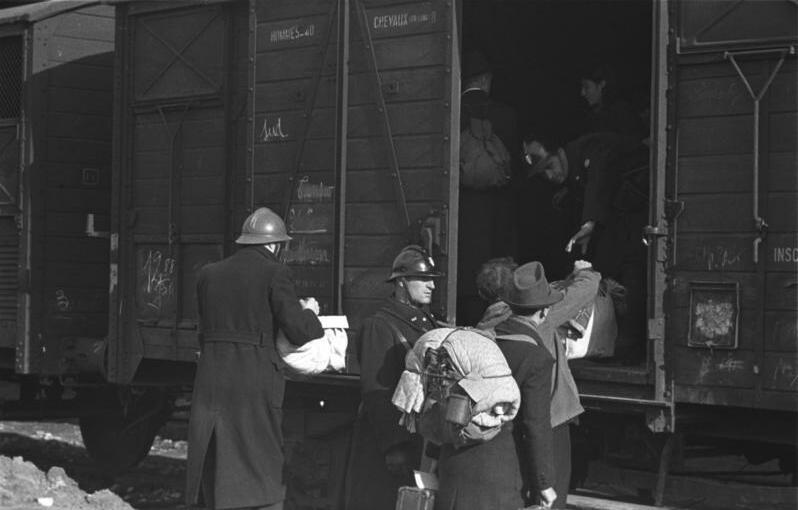
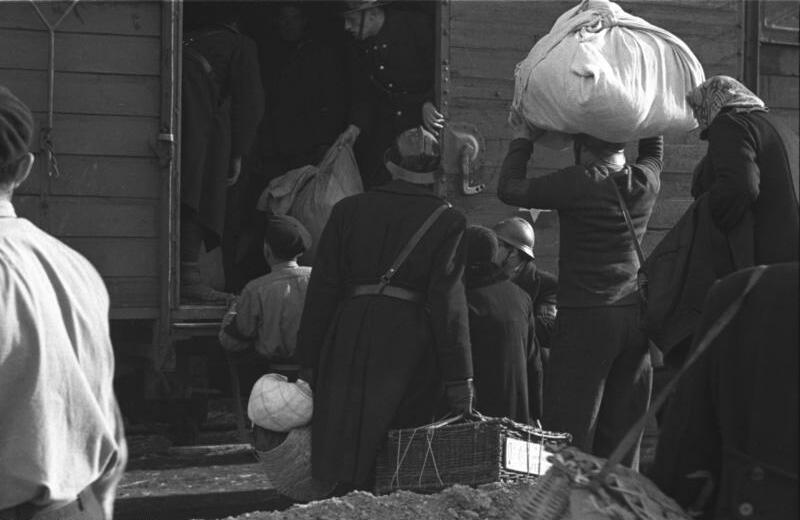
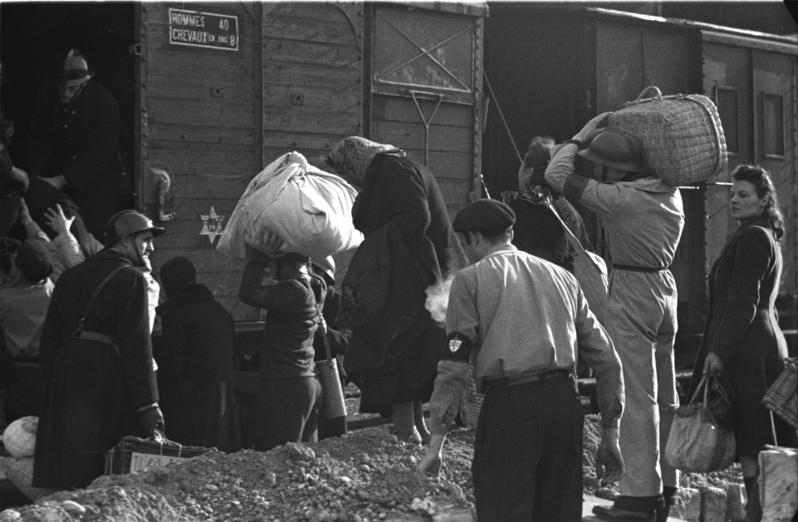
Membre du Service d'ordre légionnaire (SOL)

## La destruction du quartier nord du Vieux-Port

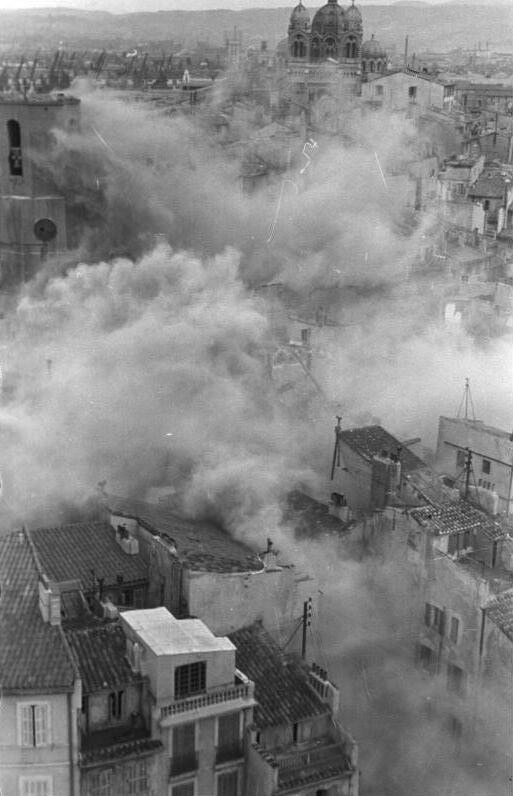
Destruction des immeubles.

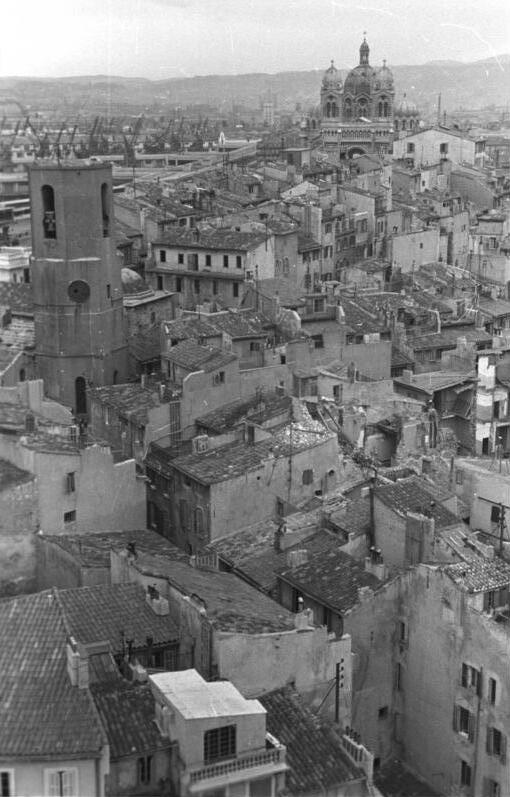
Avant le dynamitage vue depuis le pont transbordeur.

À la suite de la rafle, à partir du 1er février 1943, les troupes du génie allemand interviennent. Ils détruisent à l'explosif 1 200 immeubles, tout le quartier, soit l'équivalent de 14 hectares qui sont réduits en poussières et en gravats.
Louis Gillet écrit le 21 octobre 1942 dans la revue municipale :

« Suburre obscène, un des cloaques les plus impurs, où s'amasse l'écume de la Méditerranée […] C'est l'empire du péché et de la mort. Ces quartiers patriciens abandonnés à la canaille, la misère et la honte, quel moyen de les vider de leur pus et les régénérer. »

L'aménagement du quartier s'étendant sur la rive nord du Vieux-Port est critiqué dès le XVIIIe siècle[réf. nécessaire]. Plusieurs projets de rénovation ont été ébauchés au fil des siècles. Durant la guerre, un plan d’urbanisme est préparé par des architectes acquis à la cause de la « Révolution nationale » mise en œuvre par le régime de Vichy. Les premiers travaux ont débuté à l'automne 1942.
Précédemment, déjà, un quartier entier avait été rasé au début du XXe siècle, le « terrain de derrière la Bourse », laissé à l'état de terrain vague pendant cinquante ans. Dans le cas du quartier du Vieux-Port, la reconstruction n'a été achevée qu'en 1956. Les motivations d'assainissement et d'urbanisme ont servi à masquer une gigantesque entreprise de spoliation et de spéculation.

## Suites

### À la Libération
Maurice de Rodellec du Porzic, officier de marine et intendant de police de Marseille (directeur des services de police de la ville de Marseille depuis le 12 octobre 1940) est arrêté à la Libération pour sa participation à la destruction du quartier du Vieux-Port et aux rafles de janvier 1943. Libéré le 9 décembre 1945, il est réintégré dans la Marine comme officier en novembre 1946, avec pleine reconnaissance de ses droits à la retraite. Un de ses fils, Ivan de Rodellec du Porzic, engagé dans la Légion des volontaires français contre le bolchevisme (LVF) a disparu sur le front de l'Est.

### Crime contre l'humanité
La justice française via le pôle du parquet de Paris ouvre un dossier pour crime contre l'humanité le 29 mai 2019,.

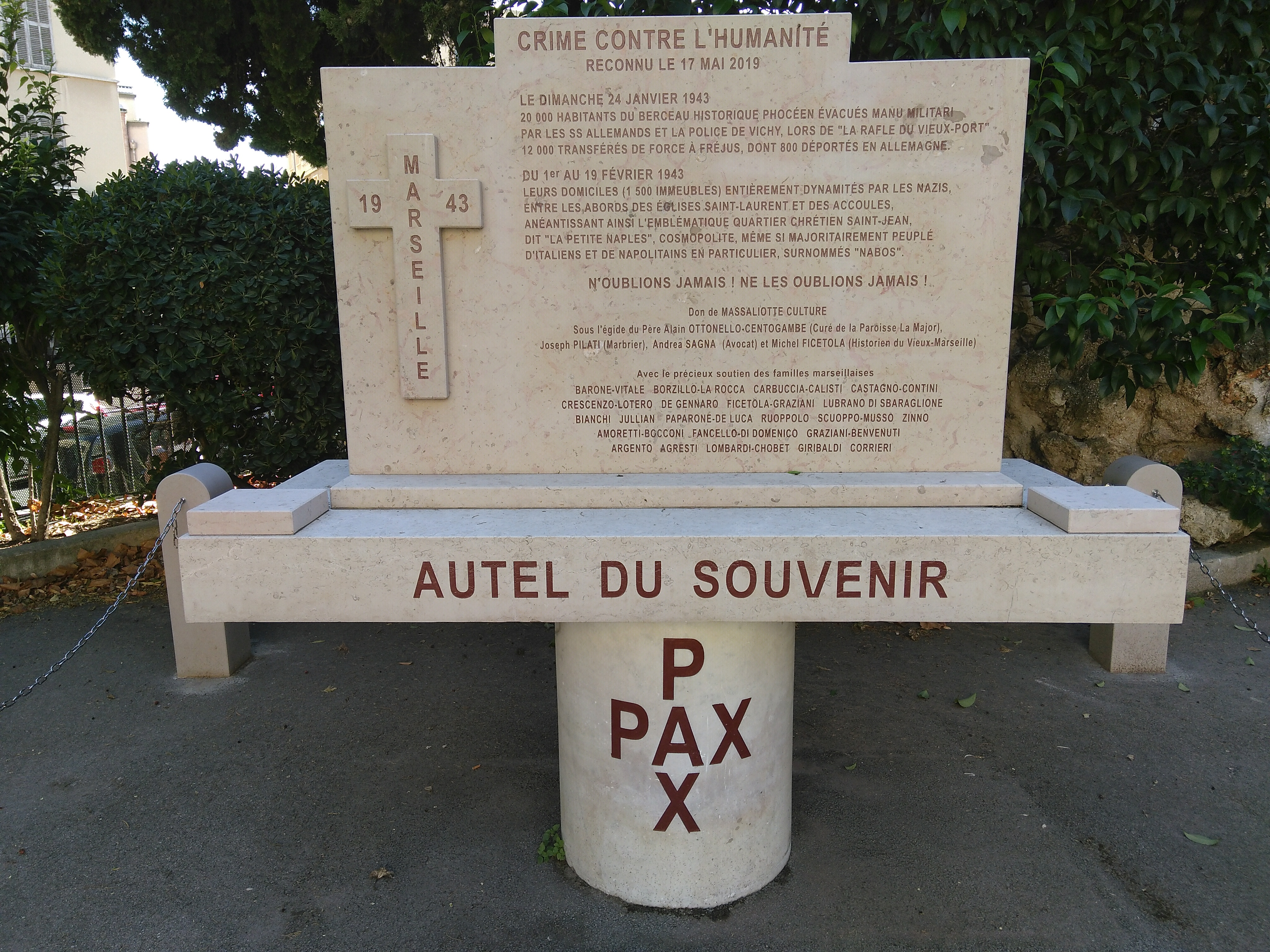
Stèle commémorant la rafle de Marseille des 22, 23 et 24 janvier 1943 érigée dans le jardin de l'Église Notre-Dame-des-Accoules

### Filmographie
- Marseille, janvier 1943, Opération Sultan, documentaire de Jean-Pierre Carlon, France 3 Méditerranée–Productions du Lagon, 2004, 52 min.
- Et le Vieux Port fut condamné, docufiction TV de Jean Dasque, ORTF, 1973, 48 min.